# Moderna (partido político)
Moderna (en polaco: Nowoczesna) es un partido político liberal de Polonia fundado a finales de mayo de 2015 por el economista Ryszard Petru.
El partido recibió el 7,6% de los votos en las elecciones generales de 2015, lo que resultó en ganar 28 escaños en el Sejm y ser el cuarto partido más votado pese a ser relativamente nuevo en el ámbito político.
En las elecciones parlamentarias de 2019 participó dentro de la Coalición Cívica, obteniendo 8 escaños.

## Historia
El partido fue fundado a fines de mayo de 2015 como NowoczesnaPL (ModernaPL) por el economista Ryszard Petru. La convención de fundación se llevó a cabo el 31 de mayo de 2015 en la que se reunieron alrededor de 6.000 personas para participar. El presidente presentó el programa del partido, y además de él, otros activistas hablaron durante la convención. Debido a cierta controversia sobre su nombre, ya había una organización no gubernamental llamada Fundación Polonia Moderna, en agosto de 2015, el nombre del partido se cambió a .Moderna (.Nowoczesna). Casi al mismo tiempo, se presentó el nuevo logo del partido, y Kamila Gasiuk-Pihowicz se convirtió en su portavoz. El partido recibió el 7,6% de los votos en las elecciones parlamentarias de 2015, lo que resultó en la obtención de 28 escaños en el Sejm.
El partido fue admitido en la Alianza de Liberales y Demócratas por Europa (ALDE) el 4 de junio de 2016. Desde las elecciones de 2015 hasta finales de 2016, .Moderna tuvo más apoyo en las encuestas que Plataforma Cívica. Lo ha perdido tras problemas de imagen de Ryszard Petru. Katarzyna Lubnauer se convirtió en líder del partido en noviembre de 2017. En las elecciones de líder en el congreso del partido, Lubnauer recibió 149 votos y Petru recibió 140 votos.
En marzo de 2018, .Moderna y Plataforma Cívica formaron la alianza electoral Coalición Cívica para disputar las elecciones locales de 2018. En mayo de 2018, el fundador Ryszard Petru abandonó el partido. En 2019, .Moderna se postuló para el Parlamento Europeo como parte de la Coalición Europea. En junio de 2019, .Moderna se unió al grupo parlamentario Plataforma Cívica - Coalición Cívica. Durante las elecciones parlamentarias polacas de 2019, el partido fue miembro de la Coalición Cívica junto con la Plataforma Cívica, la Iniciativa Polaca y los Verdes. Después de estas elecciones, .Moderna se reincorporó al grupo parlamentario de la Coalición Cívica y Adam Szłapka fue elegido presidente del partido.

## Ideología
El partido ha sido comparado con el Partido Democrático Libre de Alemania (FDP), con su énfasis en el liberalismo económico en su plataforma política. Con su nuevo programa del partido lanzado en 2021, el partido cambió significativamente su curso económico a una postura económica más de izquierda, mientras mantiene su naturaleza social progresista. Esto puede deberse a la participación en la Coalición Cívica (que contiene otros grupos de izquierda como la Iniciativa Polaca y los Verdes). 